# Thunderhead (Dollywood)
Thunderhead in Dollywood (Pigeon Forge, Tennessee, USA) ist eine Holzachterbahn des Herstellers Great Coasters International, die am 3. April 2004 im neuen Themenbereich Thunderhead Gap eröffnet wurde.
Thunderhead ist die erste Achterbahn, die einen Flyby durch die Station besitzt, das heißt, ein Teil der Strecke führt durch die Station.
Die Bahn wurde nach dem Thunderhead Mountain benannt, einem Gipfel in der Nähe des Great-Smoky-Mountains-Nationalparks.

## Züge
Thunderhead besitzt Züge des Millennium Flyer-Typs mit jeweils zwölf Wagen. Die Besonderheit der Millennium-Flyer-Züge liegt darin, dass sie eine offene Front besitzen. In jedem Wagen können zwei Personen (eine Reihe) Platz nehmen.

## Fotos

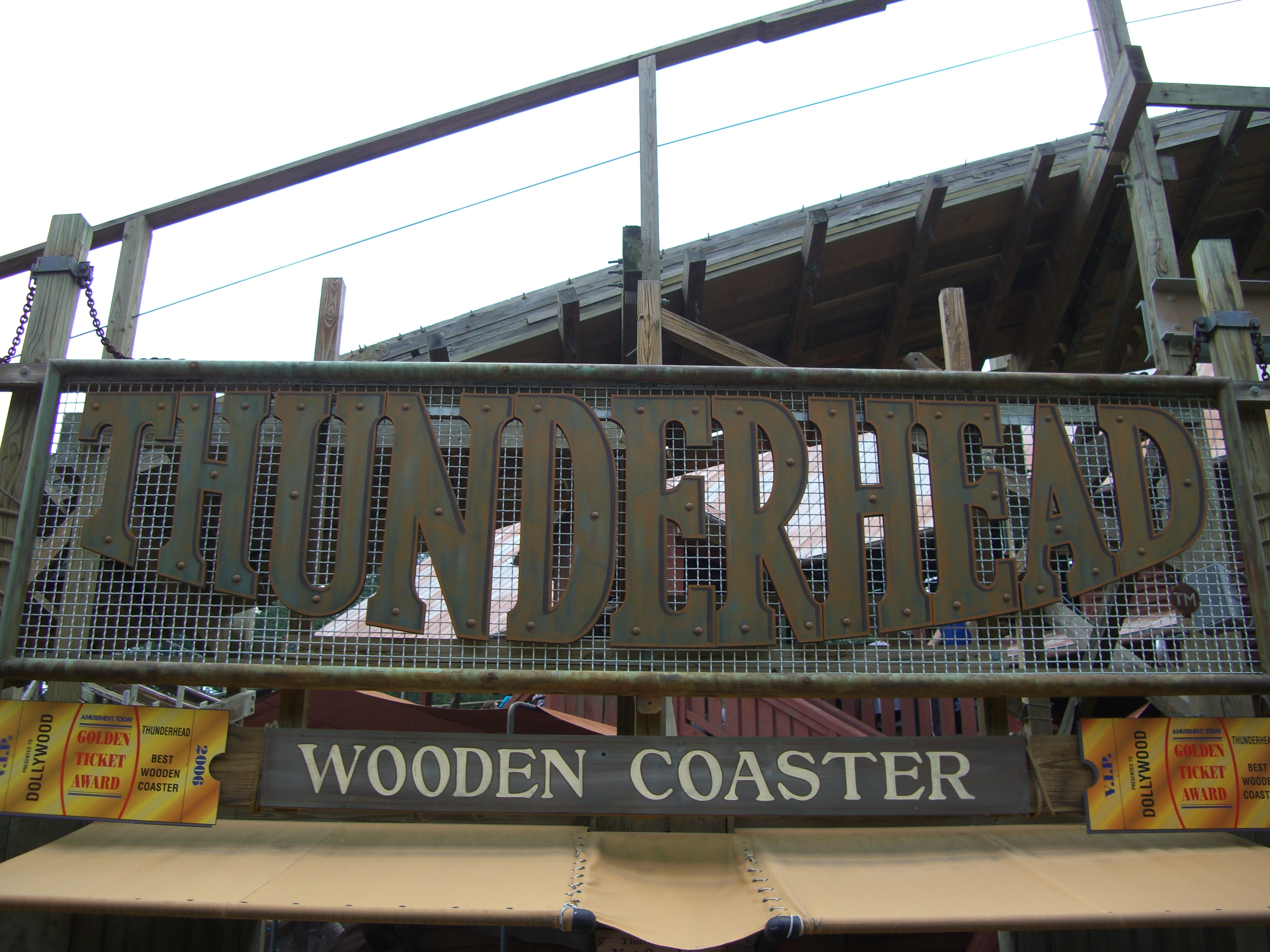
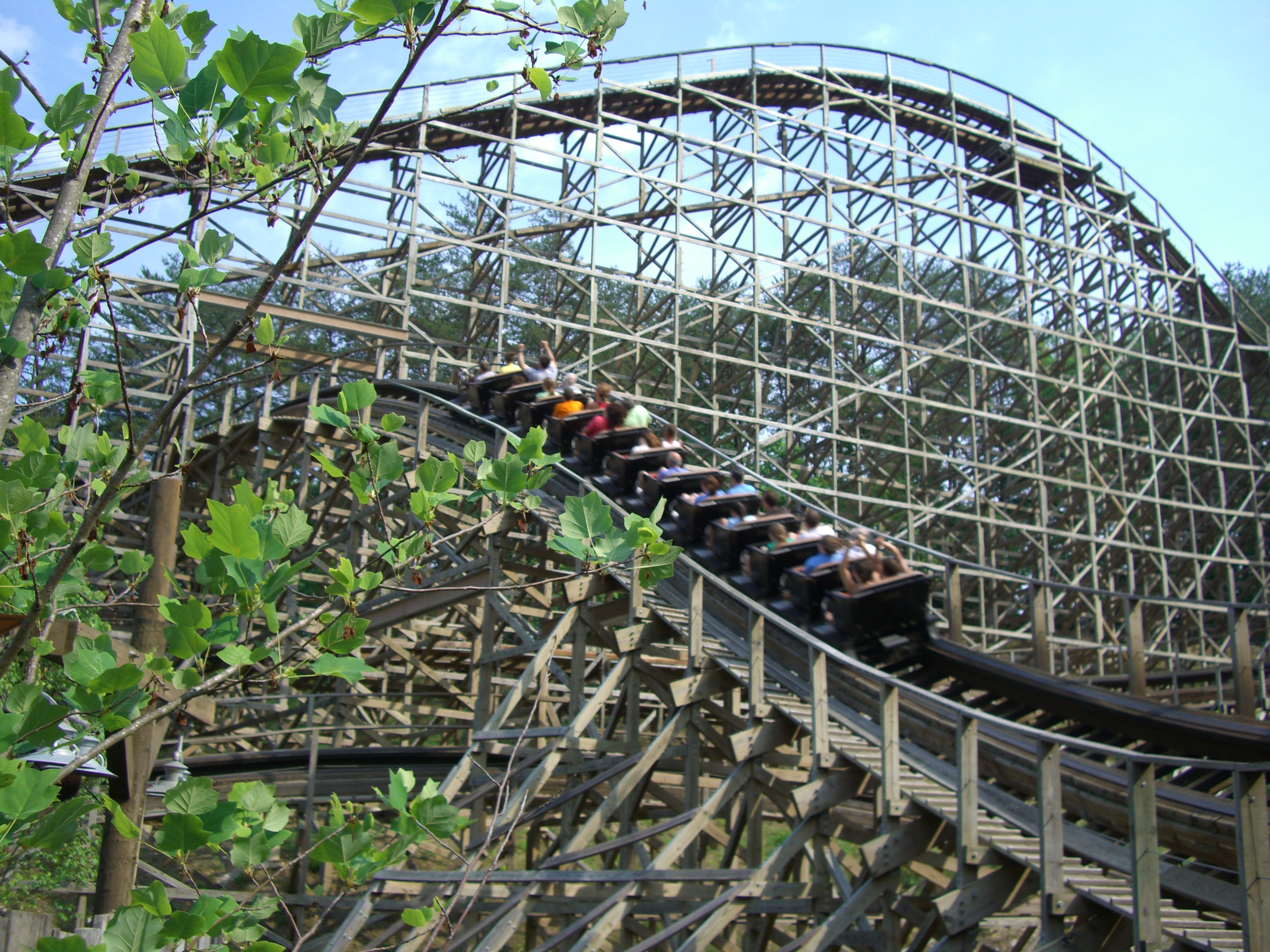
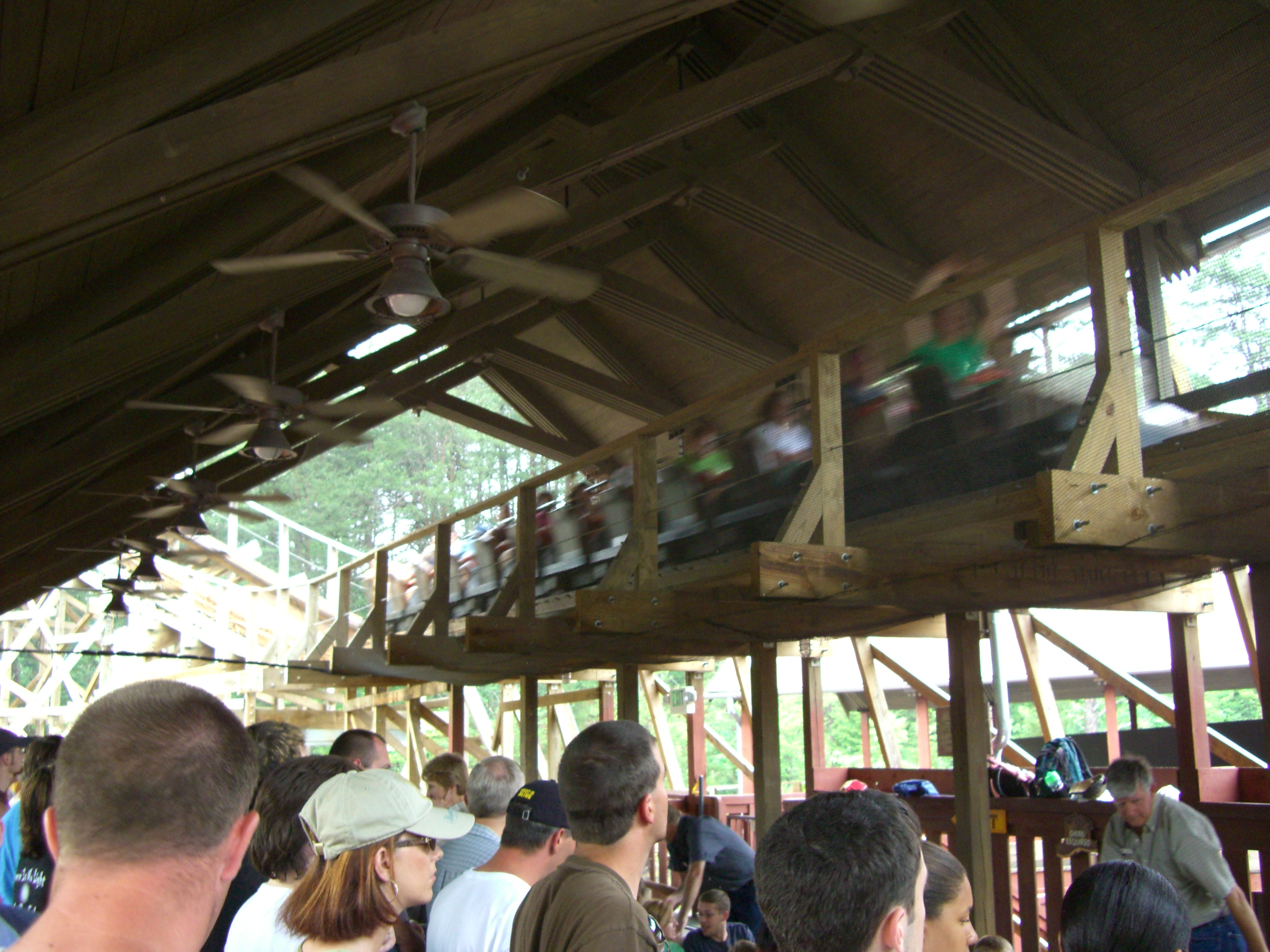
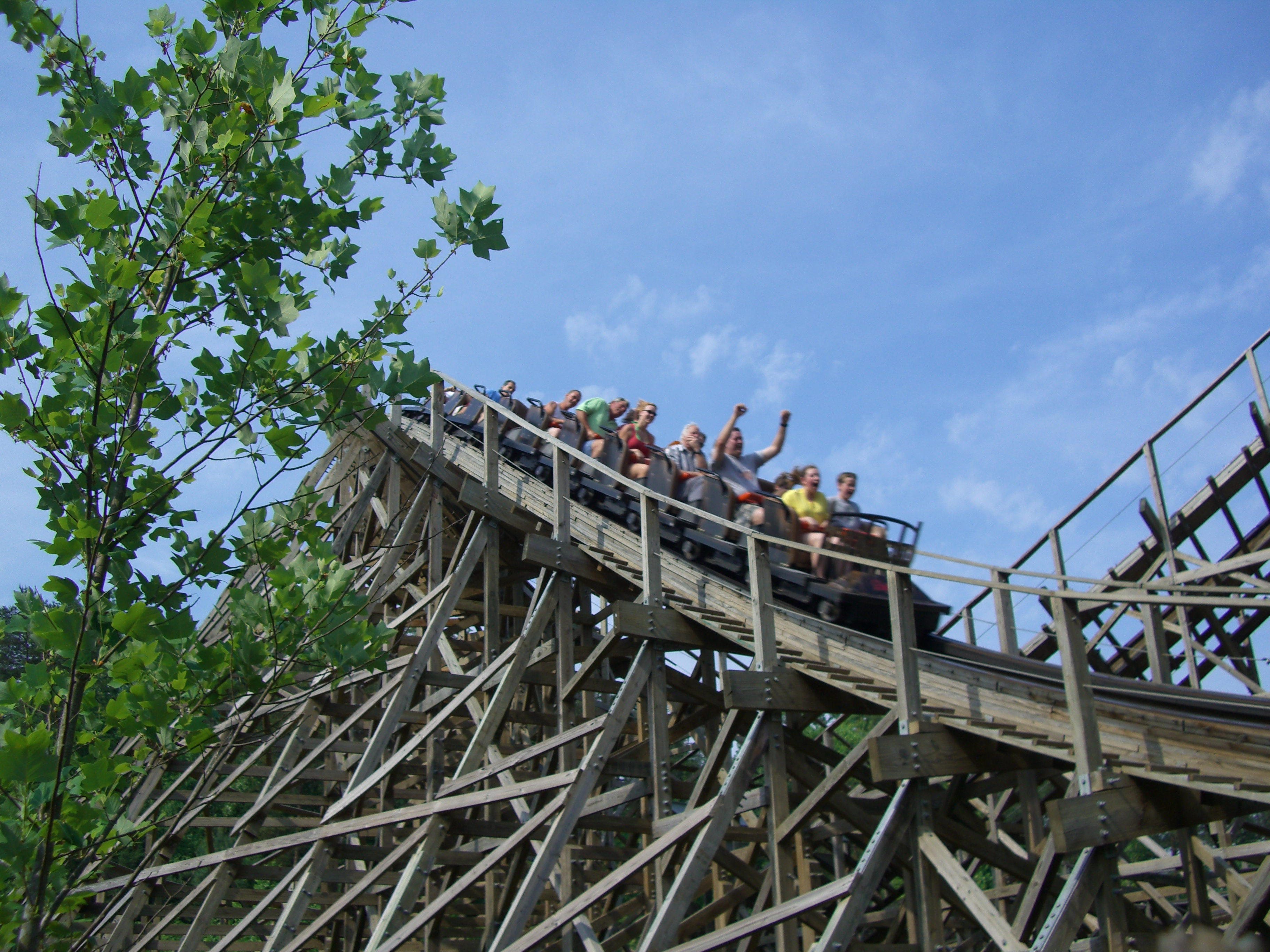